# Castel di Lucio
Castel di Lucio é uma comuna italiana da região da Sicília, província de Messina, com cerca de 1.561 habitantes. Estende-se por uma área de 28 km², tendo uma densidade populacional de 56 hab/km². Faz fronteira com Geraci Siculo (PA), Mistretta, Nicosia (EN), Pettineo, San Mauro Castelverde (PA).

## Demografia
| Variação demográfica do município entre 1861 e 2011                               |
|                                                                                   |
| Fonte: Istituto Nazionale di Statistica (ISTAT) - Elaboração gráfica da Wikipedia |